# Olha Franko
Olha Marija Fedoriwna Franko (ukr. Ольга Федорівна Франко, ur. 24 lipca 1896 w Wyrowie, zm. 27 marca 1987 we Lwowie) – ukraińska autorka bestsellerowych książek kucharskich, żona Petra Franki i synowa Iwana Franki.

## Życiorys
Urodziła się w rodzinie greckokatolickiego duchownego Teodora Biłewycza i jego żony Olhy z Bazyłewyczów. Była ich czwartym i najmłodszym dzieckiem. Dzieciństwo spędziła we wsiach Wyrów i Pobużany. Wiele osób w jej otoczeniu było duchownymi. Od 1911 mieszkała z rodziną w Busku. Tam skończyła ukraińskie prywatne gimnazjum im. Markijana Szaszkiewicza, współzałożone przez ojca. Po maturze, w latach 1918–1919, Olha Biłewycz uczyła języka ukraińskiego w szkole dla dziewcząt w Busku.
W 1919 wyszła za Petra Frankę. W 1920 przeprowadziła się z mężem do Wiednia. W miejscowej Wyższej Szkole Rolniczej skończyła dwuletni kurs kulinarny. W maju 1922 małżonkowie wrócili do Galicji. Mieszkali we wsi Połoniczna. Tam w styczniu 1923 urodziła się córka Franków, Wira Maria. W styczniu 1925 w Kołomyi na świat przyszła druga córka, Iwanna Ołeksandra (rodzina nazywała ją Asią). Oprócz wychowania dzieci Olha Franko uprawiała sport. Brała udział w regionalnych zawodach tenisowych kobiet. W 1927 i 1928 wygrywała debelowe mecze tenisowe.
Pisała książki kucharskie. Najpierw, w 1921, w wydawnictwie założonym przez męża, wydała Kuchnię w obozie. Za najlepszą jej publikację uważa się ponad 500-stronicową Pierwszą ukraińską powszechną kuchnię praktyczną, wydaną w Kołomyi w 1929 z przedmową autorstwa męża. Książka była ilustrowana, zawierała 1400 list dań na każdego, osobne przepisy dla wegetarian, chorych, kobiet w ciąży i matek karmiących oraz małych dzieci. Publikacja zyskała dużą popularność wśród doświadczonych gospodyń domowych i początkujących kucharek. Choć nadano jej tytuł sugerujący, że dotyczy kuchni ukraińskiej, w rzeczywistości opisywała kulinarną wielokulturowość kuchni galicyjskiej. Współcześnie książka traktowana jest nie tylko jako encyklopedia kucharska, ale także jako międzywojenny traktat kulturoznawczy i filozoficzny.
W latach 1931–1936 rodzina Franko mieszkała w Charkowie, gdzie Petro Franko pracował jako inżynier chemik i wynalazca w Instytucie Badawczym Stosowanej Chemii Fizycznej i Instytucie Przemysłu Mleczarskiego. Wówczas Olha Franko była świadkiem Hołodomoru. Po powrocie z Charkowa przygotowała kolejną publikację. Kuchnia narodowa została wydana we Lwowie w 1937. Publikacja różni się strukturą od poprzedniej. Idąc za duchem czasu i potrzebami czytelniczek, Franko podzieliła przepisy według pór roku (wiosna, lato, jesień i zima) oraz pory dnia (śniadania, obiady i kolacje). Przepisy zakładały oszczędność w przygotowaniu dań.
Od jesieni 1939 rodzina Franko zyskała wyższy status dzięki protekcji władz sowieckich i pracy Iwana m.in. jako delegata na Zgromadzenie Ludowe w Moskwie i Kijowie, deputowanego Rady Najwyższej ZSRR, dziekana wydziału towarowego Ukraińskiego Państwowego Instytutu Handlowego we Lwowie i pierwszego dyrektora nowo utworzonego Muzeum Iwana Franki we Lwowie. Mimo tego Olha Franko na własne ryzyko pomagała kobietom z rodzin uważanych za wrogie władzy, np. żonom uwięzionych. Pracowała w Muzeum Iwana Franki. Zbierała materiały na wystawy, jeździła w teren, nadzorowała renowację willi pisarza i uporządkowanie okolicy.
W 1941 została sama. Mąż został pochwycony przez sowietów i nigdy nie wrócił. We wrześniu 1941 naziści aresztowali córkę Olhy, Wirę. Później trafiła do obozu koncentracyjnego Ravensbrück w Niemczech. W 1946 wróciła i została osadzona w więzieniu w Kijowie. Została skazana na pięć lat w obozie koncentracyjnym w Workucie i dożywocie na zesłaniu na Syberii. Do domu wróciła dopiero po śmierci Stalina. To doświadczenie oraz śmierć drugiej córki (w 1978 z powodu nowotworu) mocno wpłynęły na Olhę Franko.
Olha Franko była aktywna zawodowo do 91 roku życia. Została pochowana w rodzinnym grobowcu na Cmentarzu Łyczakowskim.
Po II wojnie światowej książki Franko nie były wznawiane, ponieważ były uznawane za literaturę „burżuazyjną”.
Jest często mylona z teściową, żoną Iwana Franki, również Olhą.

## Upamiętnienie
Na podstawie jej historii powstaje film fabularny pt. Smak wolności (produkcja Ołena Morentsowa-Szulik, reżyseria Ołeksandr Berezan). Film ma trafić do kin jesienią 2022.